# Sofia de Winzenburg
Sofia de Winzenburg (n. 1105, Winzenburg, Saxonia Inferioară, Germania – d. 6 iulie 1160, Brandenburg an der Havel, Sfântul Imperiu Roman) a fost întâia marchiză de Brandenburg.

## Biografie
Sofia a fost o fiică a contelui Herman I de Winzenburg cu prima soție a acestuia, care era contesă de Everstein.
Ea a donat o parte din terenul agricol de lângă Wellen, Mănăstirii Leitzkau și a repetat ulterior acest gest în favoarea mănăstirii de lângă Wolmirsleben. În 1158 Sofia l-a însoțit pe soțul ei într-un pelerinaj în Țara Sfântă.

## Sfârșitul vieții
Sofia a murit în 1160 - același an ca sora ei, Beatrice, abatesă în Abația Quedlinburg. Unele surse sugerează că Sofia a murit la 25 martie, altele optează pentru zilele de 6 sau 7 iulie. A fost înmormântată în biserica mănăstirii din Ballenstedt.

## Căsătorie și urmași
În 1125 Sofia s-a căsătorit cu Albert Ursul din Casa de Ascania, ulterior duce de Saxonia și primul margraf de Brandenburg. Cuplul a avut 12 copii:
- Otto (n. 1126/1128 – d. 7 martie 1184), succesorul tatălui său ca margraf de Brandenburg;
- Herman (d. 1176), conte de Orlamünde;
- Siegfried (d. 24 octombrie 1184), episcop de Brandenburg și principe-arhiepiscop de Bremen;
- Henric (d. 1185), ecleziast în Abația Magdeburg;
- Adalbert (d. după 6 decembrie 1172), conte de Ballenstedt;
- Theodoric (d. după 5 septembrie 1183), conte de Werben;
- Bernard (1140–9 februarie 1212), duce de Saxonia și conte de Anhalt;
- Hedwiga (d. 1203), căsătorită cu Otto al II-lea, margraf de Meissen;
- o fiică, căsătorită în c. 1152 cu Vladislav de Olomouc, fiul cel mare al ducelui Sobeslav I de Boemia;
- Adelida (d. 1162), călugăriță în Abația Lamspringe;
- Gertruda, căsătorită în 1155 cu ducele Depold I de Jamnitz;
- Sibila (d. c. 1170), abatesă în Mănăstirea Quedlinburg;
- Eilika.